# Epureni, Vaslui
Epureni este satul de reședință al comunei cu același nume din județul Vaslui, Moldova, România.

## Personalități
- Cătălin Tănase, botanist-micolog, membru corespondent al Academiei Române.

 Acest articol despre o localitate din județul Vaslui este deocamdată un ciot. Puteți ajuta Wikipedia prin completarea lui.